# István Déván

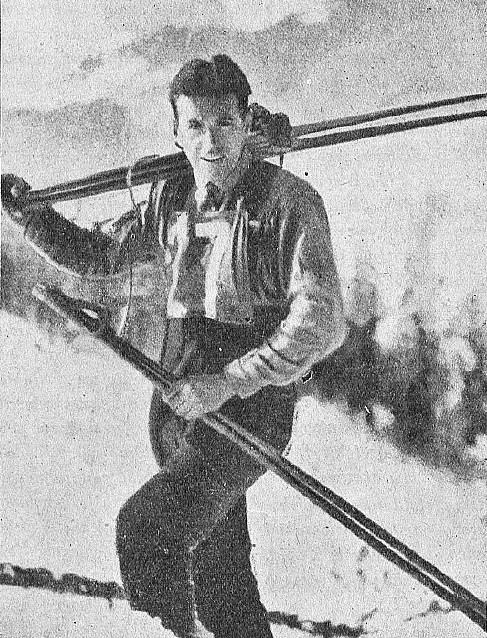
István Déván als Langläufer im Jahr 1923

István Déván (Stefan von Déván; * 4. November 1890 in Preßburg, Österreich-Ungarn, heute Bratislava, Slowakei; † 20. April 1977 in Kempten, Deutschland) war ein ungarischer Sportler, der als Multitalent bekannt wurde.

## Biografie
István Déváns Karriere als Sportler umfasste die Leichtathletik, den Skilanglauf, die Nordische Kombination, den Eisschnelllauf, den Bobsport und das Motorradrennen.
Déván feierte mehrere Landesmeisterschaften. So wurde er ungarischer Meister 1912 in der Nordischen Kombination und 1914 im Fünferbob. 1922 gelangen ihm die Meistertitel im Eisschnelllauf über 500, 1500 und 5000 Meter. In der Leichtathletik war er ungarischer Meister über 440 Yards 1912 sowie über 400 und 800 Meter 1915. 1926 gewann er die Motorradmeisterschaft über 100 Kilometer.
István Déván ist einer der wenigen Sportler, die sowohl bei Olympischen Sommer- als auch bei Olympischen Winterspielen an den Start gingen. Bei den Spielen 1912 in Stockholm trat er im 200-, im 400-Meter-Lauf sowie mit der ungarischen 4-mal-400-Meter-Staffel an. Sowohl über 400 Meter als auch mit der Staffel schied er in den Vorläufen aus. Über 200 Meter konnte er sich für das Halbfinale qualifizieren, scheiterte dort jedoch als Dritter seines Laufes.
Bei den Winterspielen 1924 in Chamonix trat er im 18-km-Langlauf an und belegte Rang 31 von 41 gestarteten Läufern. In der Nordischen Kombination lag er nach dem Lauf auf Platz 24. Zum abschließenden Springen trat er nicht mehr an.
Nach dem Zweiten Weltkrieg siedelte er in die Bundesrepublik Deutschland über und ließ seinen Namen in Stefan von Déván eindeutschen. Er arbeitete als Autor und Herausgeber.

## Publikationen
- Stefan von Déván: Der moderne Schisport. Sprung und Dauerlauf sammt allen Einzelheiten des Schisportes: Langlauf, Sprunglauf, Training, Bau der Sprungschanzen, Veranstaltung von Wettläufen, die neuesten Wettlaufregeln, Anleitung für Springrichter, Ausrüstung des Schiläufers, Montierung und Behandlung der Schier, usw. Verlag Turistik und Alpinismus, Budapest 1924.
- Stefan von Déván: Standard-Abfahrten in Europa. Bergverlag Rother, München 1938
- Die Geschichte der Leichtathletik Weltrekorde. Déván Leichtathletik Dienst, Déván-Leichtathletik-Dienst, Kempten 1966.